# Radio Ga Ga
Radio Ga Ga è una canzone del gruppo musicale britannico Queen, primo singolo estratto dall'undicesimo album The Works nel 1984.

## Storia
Scritta da Roger Taylor ed ispirata ad alcune parole pronunciate dal figlio dell'autore per dire che la radio si sentiva male, è una canzone sul periodo d'oro della radio e sulla nostalgia per tale mezzo di comunicazione, che un tempo veniva considerato un componente della famiglia a tutti gli effetti ed era l'unico modo per venire a sapere ciò che accadeva. Il testo fa riferimento anche al potere mediatico esercitato dal canale di video musicali MTV, lanciato tre anni prima dell'uscita del brano, che aveva tolto alla radio il ruolo di mezzo principale per promuovere nuova musica. Per ironia della sorte, gli stessi Queen hanno pesantemente contribuito a ridefinire il concetto di videoclip con i loro brani, a partire da Bohemian Rhapsody nel 1975, ed il video stesso di Radio Ga Ga verrà candidato per la miglior direzione artistica durante la prima edizione degli MTV Video Music Awards. La canzone, della durata di quasi 6 minuti, raggiunse la posizione numero due nella hit-parade inglese.

I Queen eseguono Radio Ga Ga al Festival di Sanremo 1984

Questo brano riportò la band ai vertici del successo dopo il flop causato dal disco Hot Space, giudicato troppo diverso dagli altri, e fu il primo singolo dei Queen ad andare in testa alle classifiche in Italia, dove il gruppo fu ospite al Festival di Sanremo nel febbraio 1984 cantando proprio Radio Ga Ga e nel successivo mese di settembre tenne due concerti a Milano per il The Works Tour europeo; quella sanremese e le due nel capoluogo lombardo rimasero le uniche esibizioni di Freddie Mercury in Italia.
Nei concerti, Radio Ga Ga diventò uno dei pezzi preferiti dal pubblico, che in genere partecipava attivamente all'esecuzione battendo le mani secondo la sequenza di applausi suggerita dal ritmo del ritornello.

## Video musicale
Il videoclip utilizza degli spezzoni presi dal film di fantascienza dell'espressionismo tedesco Metropolis (1927) del regista Fritz Lang; per questo motivo viene spesso indicata, erroneamente, la presenza del brano nella colonna sonora della discussa versione del film pubblicata nel 1984 da Giorgio Moroder con una colonna sonora rock. In realtà il brano in questione non è Radio Ga Ga ma Love Kills, interpretato dal solo Mercury e scritto dall'artista britannico insieme a Moroder stesso. Il video mostra la band che attraversa la città distopica di Metropolis al bordo di una macchina volante e successivamente mentre canta il brano davanti alla folla della classe operaia cittadina, che batte le mani seguendo il ritmo del ritornello. In una sequenza centrale il video mostra alcuni filmati provenienti dai primi videoclip dei Queen.

## Versione estesa
Esiste una versione estesa pubblicata solo come singolo dalla durata di 6:53, inserita in seguito nella raccolta The 12" Collection del 1992.

## Formazione
Gruppo
- Freddie Mercury – voce, sintetizzatore
- Brian May – chitarra elettrica, cori
- John Deacon – basso, cori
- Roger Taylor – batteria, vocoder, sintetizzatore, programmazione, cori

Altri musicisti
- Fred Mandel – tastiera

## Classifiche

### Classifiche settimanali
| Classifica (1984) | Posizione massima |
| ----------------- | ----------------- |
| Australia         | 2                 |
| Austria           | 2                 |
| Belgio (Fiandre)  | 1                 |
| Canada            | 11                |
| Finlandia         | 1                 |
| Germania          | 2                 |
| Irlanda           | 1                 |
| Italia            | 2                 |
| Norvegia          | 2                 |
| Nuova Zelanda     | 4                 |
| Paesi Bassi       | 2                 |
| Regno Unito       | 2                 |
| Spagna            | 6                 |
| Stati Uniti       | 16                |
| Sudafrica         | 4                 |
| Svezia            | 1                 |
| Svizzera          | 3                 |

### Classifiche di fine anno
| Classifica (1984) | Posizione |
| ----------------- | --------- |
| Australia         | 32        |
| Austria           | 22        |
| Belgio (Fiandre)  | 34        |
| Germania          | 25        |
| Italia            | 13        |
| Paesi Bassi       | 23        |
| Regno Unito       | 26        |
| Svizzera          | 25        |

## Curiosità
- La cantautrice Lady Gaga, grande fan dei Queen, si è ispirata a questa canzone per il suo nome d'arte.[24]
- Nel video Nothing's Gonna Stop Us dei The Darkness c'è un chiaro riferimento al video di questa canzone.
- La canzone è presente nel trailer relativo al personaggio di Michael "De Santa" Townley del videogioco GTA V della Rockstar Games. Nel gioco la canzone è inoltre presente fra i brani della stazione Los Santos Rock Radio, radio ascoltata da Michael quando si trova in auto.
- Nel 2013 la canzone ha accompagnato alcuni frammenti del contenitore mattutino di Rai 1 Unomattina.